# Дискография на Анна Окса
Тази статия съдържа цялата дискография на Анна Окса от 1978 година до днес. Анна е участвала четиринайсет пъти на Музикалния фестивал „Санремо“, оказвайки се победителка два пъти – за пръв път през 1989 година с песента Ti lascerò (Ще те оставя) в дует с Фаусто Леали и за втори път – през 1999 година с песента Senza pietà (Безмилостно). Анна Окса има издадени общо двайсет и три албума, сред които два са изцяло с кавъри на италиански песни, два концертни, три сборни, една 33-оборотна плоча, трийсет и девет сингъла, разделени на двайсет винилови и на деветнайсет CD сингъла, както и три дигитални сингъла.

## Студийни албуми
- 1978 – Oxanna (Оксанна) (RCA Italiana)
- 1979 – Anna Oxa (Анна Окса) (RCA Italiana)
- 1983 – Per sognare, per cantare, per ballare (За мечти, за пеене, за танци) (CBS)
- 1984 – La mia corsa (Моята надпревара) (CBS)
- 1985 – Oxa (Окса) (CBS)
- 1986 – È tutto un attimo (Всичко е един миг) (CBS)
- 1988 – Pensami per te (Мисли ме за себе си) (CBS)
- 1989 – Tutti i brividi del mondo (Цялата тръпка на света) (CBS)
- 1992 – Di questa vita (За този живот) (Columbia)
- 1993 – Do di petto (Гръдно до) (Columbia)
- 1996 – Anna non si lascia (Анна не се оставя) (Columbia)
- 1999 – Senza pietà (Безмилостно) (Sony BMG)
- 2001 – L'eterno movimento (Вечното вълнение) (Sony BMG)
- 2003 – Ho un sogno (Имам една мечта) (Sony BMG)
- 2010 – Proxima (Проксима) (Sony BMG)

## Кавър албуми
- 1993 – Cantautori (Автори-певци) (Columbia)
- 1994 – Cantautori 2 (Автори-певци 2) (Columbia)

## Концертни албуми
- 1990 – Oxa live con i New Trolls (Окса на живо с Ню Тролс) (Columbia)
- 2006 – La musica è niente se tu non hai vissuto (Музиката е нищо, ако не си я изживял) (EMI)

## Сборни албуми
- 1989 – Fantastica Oxa (Фантастична Окса) (CBS)
- 1997 – Storie – i miei più grandi successi (Истории – най-големите ми успехи) (Columbia)
- 2001 – Collezione (Колекция) (Sony BMG)

## EP
- 1980 – Controllo totale (Пълен контрол) (RCA Italiana)

## Албуми за чуждия пазар
- 1997 – Historias (Columbia)
- 1999 – Sin compasión (Sony BMG)

## 45-оборотни плочи
- 1978 – Un'emozione da poco/Questa è vita (Малко емоция/Такъв е животът) (RCA Italiana)
- 1978 – Fatelo con me/Pelle di serpente (Направете го с мен/Змийска кожа) (RCA Italiana)
- 1979 – Il pagliaccio azzurro/La sonnambula (Синият палячо/Сомнамбулът) (RCA Italiana)
- 1980 – Controllo totale/Metropolitana (Пълен контрол/Метрото) (RCA Italiana)
- 1981 – Toledo/Proprio tu (Толедо/Точно ти) (RCA Italiana)
- 1982 – Io no/Cammina (Не и аз/Върви) (RCA Italiana)
- 1982 – Fammi ridere un po'/Ed Anna pensò (Накарай ме да се посмея малко/И Анна се замисли) (CBS)
- 1983 – Senza di me/Hi-Fi (Без мен/Хай-фай) (CBS)
- 1984 – Non scendo/Primo amore, come stai (Няма да сляза/Моя първа любов, как си?) (CBS)
- 1984 – Eclissi totale/Tornerai (Пълно затъмнение/Ще се върнеш) (CBS)
- 1985 – A lei/Piccola, piccola fantasia (На нея/Мъничка фантазия) (CBS)
- 1985 – Parlami/Piccola, piccola fantasia (Говори ми/Мъничка фантазия) (CBS)
- 1986 – È tutto un attimo/Tenera immagine (Всичко е един миг/Нежен образ) (CBS)
- 1988 – Tu non ridi più/Pensami per te (Вече не се смееш/Мисли ме за себе си) (CBS)
- 1988 – Quando nasce un amore/Estensione (Щом се зароди една любов/Пространство) (CBS)
- 1989 – Ti lascerò (с Фаусто Леали) (Ще те оставя) (CBS)
- 1989 – Avrei voluto (Искаше ми се) (с Фаусто Леали) (CBS)
- 1990 – Donna con te (Жената до теб) (CBS)
- 1992 – Mezzo angolo di cielo (Лъч надежда от небето) (Columbia)

## Сингли
- 1996 – Spot (В рекламата) (Columbia)
- 1997 – Medley (Китка) (Columbia)
- 1997 – Storie (Истории) (Columbia)
- 1999 – Chissà (Кой ли знае) (Columbia)
- 1999 – Senza pietà (Безмилостно) (Sony BMG)
- 1999 – Come dirsi ciao (Как да си кажем сбогом) (Sony BMG)
- 1999 – Camminando, camminando (Вървейки) (с Чаян) (Sony BMG)
- 2001 – La panchina e il New York Times (Пейката и Ню Йорк Таймс) (Sony BMG)
- 2001 – L'eterno movimento (Вечното вълнение) (Sony BMG)
- 2001 – Un'emozione da poco (Малко емоция) (ремикс) (Sony BMG)
- 2001 – Io sarò con te/Controvento (Ще бъда с теб/Срещу вятъра) (Sony BMG)
- 2003 – Cambierò (Ще се променя) (Sony BMG)
- 2003 – Il muro (Стената) (Sony BMG)
- 2004 – In trattoria (В траторията) (с Фабио Конкато) (Sony BMG)
- 2006 – Processo a me stessa (Моето изпитание) (EMI)
- 2011 – La mia anima d'uomo (Моята човешка душа) (Cose di musica e suoni coscienti)

## Дигитални сингли
- 2010 – Tutto l'amore intorno (Цялата любов наоколо) (с Ивано Фосати) (Cose di musica e suoni coscienti)
- 2010 – Scarpe con suole di vento (Обувки с подметки като вятъра) (Cose di musica e suoni coscienti)
- 2011 – La mia anima d'uomo (Моята човешка душа) (Cose di musica e suoni coscienti)

## Участия на музикални събития

### Музикален фестивал „Санремо“
| Издание        | Изпълнител               | Песен                                            | Автори                                                                        | Категория   | Място             |
| -------------- | ------------------------ | ------------------------------------------------ | ----------------------------------------------------------------------------- | ----------- | ----------------- |
| „Санремо“ 1978 | Анна Окса                | Un'emozione da poco (Малко емоция)               | Ивано Фосати, Гуидо Гулиелминети                                              | Изпълнители | 2                 |
| „Санремо“ 1982 | Анна Окса                | Io no (Не и аз)                                  | Оскар Авогадро, Марио Лавеци                                                  | Соло        | Финал             |
| „Санремо“ 1984 | Анна Окса                | Non scendo (Няма да сляза)                       | Оскар Авогадро, Марио Лавеци                                                  | Шампиони    | 7                 |
| „Санремо“ 1985 | Анна Окса                | A lei (На нея)                                   | Роберто Векиони, Мауро Паолуци                                                | Шампиони    | 7                 |
| „Санремо“ 1986 | Анна Окса                | È tutto un attimo (Всичко е един миг)            | Аделио Колиати, Франко Чани, Марио Лавеци, Умберто Смаила                     | Шампиони    | 5                 |
| „Санремо“ 1988 | Анна Окса                | Quando nasce un amore (Щом се зароди една любов) | Аделио Колиати, Франко Чани, Пиеро Касано                                     | Шампиони    | 7                 |
| „Санремо“ 1989 | Анна Окса и Фаусто Леали | Ti lascerò (Ще те оставя)                        | Франко Фазано, Фаусто Леали, Франко Чани, Фабрицио Берлинчони, Серджо Бардоти | Шампиони    | 1                 |
| „Санремо“ 1990 | Анна Окса                | Donna con te (Жената до теб)                     | Данило Америо, Лучано Боеро                                                   | Шампиони    | Финал             |
| „Санремо“ 1997 | Анна Окса                | Storie (Истории)                                 | Депса, Марко Марати, С. Монети, Анджело Валсилио, Фио Дзаноти                 | Шампиони    | 2                 |
| „Санремо“ 1999 | Анна Окса                | Senza pietà (Безмилостно)                        | Клаудио Гуидети, Алберто Салерно                                              | Шампиони    | 1                 |
| „Санремо“ 2001 | Анна Окса                | L'eterno movimento (Вечното вълнение)            | Лаурекс, Джузепе Фулкери                                                      | Шампиони    | 10                |
| „Санремо“ 2003 | Анна Окса                | Cambierò (Ще се променя)                         | Марко Фаладжани, Марко Карнезеки, Анна Окса                                   | Шампиони    | 14                |
| „Санремо“ 2006 | Анна Окса                | Processo a me stessa (Моето изпитание)           | Паскуале Панела, Анна Окса, Алесандра Миори                                   | Дами        | Не стига до финал |
| „Санремо“ 2011 | Анна Окса                | La mia anima d'uomo (Моята човешка душа)         | Лоренцо Имерико, Анна Окса, Роберто Пако                                      | Артисти     | Не стига до финал |

### Музикален фестивал „Фестивалбар“
- „Фестивалбар“ 1978: Fatelo con me (Направете го с мен)
- „Фестивалбар“ 1983: Senza di me (Без мен)
- „Фестивалбар“ 1984: Eclissi totale (Пълно затъмнение)
- „Фестивалбар“ 1985: Parlami (Говори ми)
- „Фестивалбар“ 1986: L'ultima città (Последният град)
- „Фестивалбар“ 1988: Oltre la montagna (Отвъд планината)
- „Фестивалбар“ 1989: Tutti i brividi del mondo (Цялата тръпка на света)
- „Фестивалбар“ 1992: Mezzo angolo di cielo (Лъч надежда от небето)
- „Фестивалбар“ 1993: Prendila così (Приеми я такава)
- „Фестивалбар“ 1996: Spot (В рекламата)
- „Фестивалбар“ 1997: Tutti i brividi del mondo – È tutto un attimo – Donna con te (Цялата тръпка на света – Всичко е един миг – Жената до теб)
- „Фестивалбар“ 1999: Camminando, camminando (Вървейки)
- „Фестивалбар“ 2001: Un'emozione da poco (remix) (Малко емоция (ремикс)
- „Фестивалбар“ 2003: Il muro (Стената)

|  | Тази страница частично или изцяло представлява превод на страницата Discografia di Anna Oxa в Уикипедия на италиански. Оригиналният текст, както и този превод, са защитени от Лиценза „Криейтив Комънс – Признание – Споделяне на споделеното“, а за съдържание, създадено преди юни 2009 година – от Лиценза за свободна документация на ГНУ. Прегледайте историята на редакциите на оригиналната страница, както и на преводната страница, за да видите списъка на съавторите. ВАЖНО: Този шаблон се отнася единствено до авторските права върху съдържанието на статията. Добавянето му не отменя изискването да се посочват конкретни източници на твърденията, които да бъдат благонадеждни. |